# Каролина Юлиана София фон Хоенлое-Валденбург-Шилингсфюрст
Каролина Юлиана София фон Хоенлое-Валденбург-Шилингсфюрст (на немски: Karoline Juliane Sophie zu Hohenlohe-Waldenburg-Schillingsfürst; * 20 април 1705; † 31 август 1758) е принцеса от Хоенлое-Валденбург-Шилингсфюрст и чрез женитба графиня на Лимбург-Щирум.
Тя е дъщеря на княз Филип Ернст фон Хоенлое-Валденбург-Шилингсфюрст (1663 – 1759) и съпругата му графиня Франциска Барбара цу Велц-Вилмерсдорф-Еберщайн (1660 – 1718). Баща ѝ Филип Ернст се жени втори път на 6 януари 1719 г. за графиня Мария Анна Елеонора София фон Йотинген-Валерщайн (1680 – 1749).

## Фамилия
Каролина Юлиана София фон Хоенлое-Валденбург-Шилингсфюрст се омъжва на 17 септември 1733 г. за граф Кристиан Ото фон Лимбург-Щирум (* 25 март 1694; † 24 февруари 1749 в Щирум, Хаген), най-големият син на граф Мориц Херман фон Лимбург-Щирум (1664 – 1709) и Елизабет Доротея Вилхелмина фон Лайнинген (1665 – 1722). Тя е третата му съпруга. Те имат седем деца:
- Филип Фердинанд (1734 – 1794), става след смъртта на брат си господар на Оберщайн и Щирум (1760 – 1794)
- Ернст Мария Йохан Непомук (1736 – 1809), женен 1783 г. за София Шарлота фон Хумбрахт (1762 – 1805). Последва брат си като господар на Оберщайн 1794 г.
- Поликсена Алексндрина (1737 – 1737/1738)
- Фредерика Поликсена (1738 – 1798), омъжена 1757 г. за княз Лудвиг Леополд фон Хоенлое-Бартенщайн († 1799), син на княз Карл Филип Франц фон Хоенлое-Бартенщайн и принцеса София Доротея Вилхелмина Фридерика фон Хесен-Хомбург, графиня на Лимпург
- София Тереза (1740 – 1769), омъжена 1758 г. за граф Франц Ксавер фон Монфор-Тетнанг († 1780)
- Франц Карл Йозеф Енглеберт (*/† 1741)
- Йохана Максимилиана Франциска (1744 – 1772), омъжена 1766 г. за граф Йохан Вилхелм фон Мандершайд-Бланкенхайм († 1772); родители на:
  - Каролина Фелицитас Енгелберт (1768 – 1831), омъжена 1783 г. за принц Алойс I фон Лихтенщайн († 1805), син на княз Франц Йозеф I фон Лихтенщайн.